# دورة فرنسا المفتوحة 2006
قائمة بطولات دورة رولان غاروس لعام 2006:

## الكبار

### فردي رجال
رفائيل نادال هزم  روجيه فيدرير 1-6, 6-1, 6-4, 7-6(4)

### فردي سيدات
جوستين هنين هزمت  سفيتلانا كوزنيسوتفا, النتيجة:6-4, 6-4

### زوجي رجال
جونز بورغمان و ماكس ميرناي هزما  بوب براين و مايك براين, النتيجة:6-7(5), 6-4, 7-5

### زوجي سيدات
ليزا رايموند و سامانثا ستوسر هزمتا  دانييلا هانتشوفا و أي سواغياما, النتيجة:6-3, 6-2

### زوجي مختلط
كاتارينا سريبوتنيك و نيناد زايموندتشك هزما  إيلينا لايكوتسوفوا و دانييل نيستور, النتيجة:6-3, 6-4

## الشباب

### فردي أولاد
مارتن كلايزن هزم  فيليب بيستر, النتيجة:6-3, 6-1

### فردي بنات
أغوانيشكا رازوانيسكا هزمت  أنستازيا بافليشنكوفا, النتيجة:6-4, 6-1

### زوجي أولاد
إيميلو ماسا و كي نيشيكوري هزما  أرتر شيرنوف و فاليري روندوف, النتيجة:2-6, 6-1, 6-2

### زوجي بنات
شارون فيتشمان و أنستازيا بافليشنكوفا هزمتا  أغناسيسكا رادوانيسكا و كارولين ودنيساكي, النتيجة:6-7(4), 6-2, 6-1